# 25. Arany Málna-gála
A 25. Arany Málna-gálán (Razzies) – egyfajta ellen-Oscar-díjként – az amerikai filmipar 2004. évi legrosszabb filmjeit, illetve azok alkotóit díjazták kilenc kategóriában. Az Arany Málna díj 25. évfordulója előtt tisztelegve négy különleges kategóriában is osztottak díjakat: az első 25 év legrosszabb vesztese (azok számára, akik nagyszámú jelölésük ellenére sosem kaptak díjat), az első 25 év legrosszabb „vígjátéka”, az első 25 év legrosszabb „drámája”, valamint az első 25 év legrosszabb „musicalje”. A „győztesek” kihirdetésére 2005. február 26-án, a 77. Oscar-gála előtti napon került sor a hollywoodi Ivar Színházban. Az értékelésben az USA 40 államában és 15 külföldi országban élő 675 filmkedvelő, kritikus, újságíró és filmes szaktekintély G.R.A.F.-tag  vett részt.
Ez a díjkiosztó annyiban egyedi volt, hogy egy olyan film – a Fahrenheit 9/11 – kapott nevezéseket, ami egyébként pénzügyi vagy filmkritikai szempontból nem volt vészesen rossz. Nem is a film gyengeségei miatt nevezték, hanem a szereplő politikusoknak az iraki háborúval és a szeptember 11-ei eseményekkel kapcsolatos, a filmben bemutatott viselkedése okán.
Az élen patthelyzet alakult ki A Macskanő és a Fahrenheit 9/11 között – mindkettő négy Arany Málnát „nyert”. A legtöbb, 7 kategóriában szintén A Macskanőt nevezték, azt a Nagy Sándor, a hódító (film, 2004)|Nagy Sándor, a hódító követte hat, valamint a Fahrenheit 9/11 és a Feketék fehéren 5-5 jelöléssel. Legrosszabb folytatásként díjazták még a Scooby-Doo 2.: Szörnyek póráz nélkül című vígjátékot. Az első 25 év legrosszabb vesztese Arnold Schwarzenegger lett, a legrosszabb „drámája” a Háború a Földön, a legrosszabb „vígjátéka” a Gengszter románc, a legrosszabb „musicalje” pedig a Strandszerelem.
Halle Berry és Michael Ferris, A Macskanő egyik forgatókönyvírója személyesen vették át a díjaikat. Ők voltak az elsők, akik megjelentek a Razzies-gálán a 2002-es díjátadó óta, amikor is Tom Green öt Arany Málnát kapott kézhez Eszement Freddy című „sokk-komédiájáért”. Egyik kezében a Szörnyek keringője című filmben nyújtott alakításáért kapott Oscar-díjat, másikban a frissen kapott Razziet szorongatva Berry így nyilatkozott: „Ha nem tudsz jó vesztes lenni, akkor jó győztes sem lehetsz.”  Nem sokkal később, John Wilson kiadott egy sajtónyilatkozatot, melyben dicsérte Halle Berry más filmekben nyújtott alakításait, és kijelentette: várakozással tekint Berry Oscarhoz méltó jövőbeni teljesítményei elé.

## Díjazottak és jelöltek
| „Győztes” |

| Kategória                         | „Győztesek” és jelöltek |
| --------------------------------- | --- |
| Legrosszabb film                  | A Macskanő, producer: Denise Di Novi és Edward McDonnell (Warner Bros.)                                                                         |
| Legrosszabb film                  | Feketék fehéren, producer: Shawn Wayans, Marlon Wayans, Rick Alvarez és Lee R. Maye (Columbia/Revolution)                                       |
| Legrosszabb film                  | Minizsenik 2., producer: Steven Paul (Triumph Films)                                                                                            |
| Legrosszabb film                  | Nagy Sándor, a hódító, producer: Moritz Borman, Thomas Schühly, Jon Kilik és Iain Smith (Warner Bros.)                                          |
| Legrosszabb film                  | Túlélni a karácsonyt, producer: Betty Thomas és Jenno Topping (DreamWorks)                                                                      |
| Legrosszabb remake vagy folytatás | Scooby-Doo 2. – Szörnyek póráz nélkül, producer: Charles Roven és Richard Suckle (Warner Bros.)                                                 |
| Legrosszabb remake vagy folytatás | 80 nap alatt a Föld körül, producer: Bill Badalato és Hal Lieberman (Disney)                                                                    |
| Legrosszabb remake vagy folytatás | Alien vs. Predator – A Halál a Ragadozó ellen, producer: John Davis, Gordon Carroll, David Giler, Walter Hill (20th Century Fox)                |
| Legrosszabb remake vagy folytatás | Anakonda 2. – A véres orchidea, producer: Acobus Rose, Verna Harrah és Susan Ruskin (Screen Gems)                                               |
| Legrosszabb remake vagy folytatás | Az ördögűző: A kezdet, producer: James G. Robinson (Warner Bros.)                                                                               |
| Legrosszabb férfi főszereplő      | George W. Bush – Fahrenheit 9/11 |
| Legrosszabb férfi főszereplő      | Ben Affleck – Apja lánya és Túlélni a karácsonyt                                                                                                |
| Legrosszabb férfi főszereplő      | Vin Diesel – A sötétség krónikája |
| Legrosszabb férfi főszereplő      | Colin Farrell – Nagy Sándor, a hódító |
| Legrosszabb férfi főszereplő      | Ben Stiller – A híres Ron Burgundy legendája (cameoszerep), Derült égből Polly, Irigy kutya, Kidobós: Sok flúg disznót győz és Starsky és Hutch |
| Legrosszabb női főszereplő        | Halle Berry – A Macskanő |
| Legrosszabb női főszereplő        | Hilary Duff – Los Angeles-i tündérmese és Sztár születik                                                                                        |
| Legrosszabb női főszereplő        | Angelina Jolie – Nagy Sándor, a hódító és Életeken át                                                                                           |
| Legrosszabb női főszereplő        | Az Olsen ikrek – New York-i bújócska |
| Legrosszabb női főszereplő        | Shawn és Marlon Wayans (a Wayans „nővérek”) – Feketék fehéren                                                                                   |
| Legrosszabb férfi mellékszereplő  | Donald Rumsfeld – Fahrenheit 9/11 |
| Legrosszabb férfi mellékszereplő  | Val Kilmer – Nagy Sándor, a hódító |
| Legrosszabb férfi mellékszereplő  | Arnold Schwarzenegger – 80 nap alatt a Föld körül                                                                                               |
| Legrosszabb férfi mellékszereplő  | Jon Voight – Minizsenik 2. |
| Legrosszabb férfi mellékszereplő  | Lambert Wilson – A Macskanő |
| Legrosszabb női mellékszereplő    | Britney Spears – Fahrenheit 9/11 |
| Legrosszabb női mellékszereplő    | Carmen Electra – Starsky és Hutch |
| Legrosszabb női mellékszereplő    | Jennifer Lopez – Apja lánya |
| Legrosszabb női mellékszereplő    | Condoleezza Rice – Fahrenheit 9/11 |
| Legrosszabb női mellékszereplő    | Sharon Stone – A Macskanő |
| Legrosszabb filmes páros          | George W. Bush és vagy Condoleezza Rice vagy Bush kedvenc kiskecskéje – Fahrenheit 9/11                                                         |
| Legrosszabb filmes páros          | Ben Affleck és Jennifer Lopez vagy Liv Tyler – Apja lánya                                                                                       |
| Legrosszabb filmes páros          | Halle Berry és Benjamin Bratt vagy Sharon Stone – A Macskanő                                                                                    |
| Legrosszabb filmes páros          | Az Olsen ikrek – New York-i bújócska |
| Legrosszabb filmes páros          | A Wayans testvérek (Shawn és Marlon Wayans) („női jelmezben vagy anélkül”) – Feketék fehéren                                                    |
| Legrosszabb rendező               | Pitof – A Macskanő |
| Legrosszabb rendező               | Bob Clark – Minizsenik 2. |
| Legrosszabb rendező               | Renny Harlin és/vagy Paul Schrader – Az ördögűző: A kezdet                                                                                      |
| Legrosszabb rendező               | Oliver Stone – Nagy Sándor, a hódító |
| Legrosszabb rendező               | Keenen Ivory Wayans – Feketék fehéren |
| Legrosszabb forgatókönyv          | A Macskanő, forgatókönyv: John Brancato, Michael Ferris és John Rogers; Theresa Rebeck, valamint Brancato és Ferris ötlete alapján              |
| Legrosszabb forgatókönyv          | Nagy Sándor, a hódító, írta: Oliver Stone, Christopher Kyle és Laeta Kalogridis                                                                 |
| Legrosszabb forgatókönyv          | Minizsenik 2., Steven Paul ötlete alapján, forgatókönyv: Gregory Poppen                                                                         |
| Legrosszabb forgatókönyv          | Túlélni a karácsonyt, forgatókönyv: Deborah Kaplan, Harry Elfont, Jeffrey Ventimilia és Joshua Sternin                                          |
| Legrosszabb forgatókönyv          | Feketék fehéren, forgatókönyv: Keenen Ivory Wayans, Shawn Wayans, Marlon Wayans, Andy McElfresh, Michael Anthony Snowden és Xavier Cook         |

## A kategóriákban előforduló filmek
| Jelölés | Díj | Magyar cím                                    | Eredeti cím                              |
| ------- | --- | --------------------------------------------- | ---------------------------------------- |
| 7       | 4   | A Macskanő                                    | Catwoman                                 |
| 6       | 0   | Nagy Sándor, a hódító                         | Alexander                                |
| 5       | 4   | Fahrenheit 9/11                               | Fahrenheit 9/11                          |
| 5       | 0   | Feketék fehéren                               | White Chicks                             |
| 4       | 0   | Minizsenik 2.                                 | SuperBabies: Baby Geniuses 2             |
| 3       | 0   | Apja lánya                                    | Jersey Girl                              |
| 3       | 0   | Túlélni a karácsonyt                          | Surviving Christmas                      |
| 2       | 0   | 80 nap alatt a Föld körül                     | Around the World in 80 Days              |
| 2       | 0   | Az ördögűző: A kezdet                         | Exorcist: The Beginning                  |
| 2       | 0   | New York-i bújócska                           | New York Minute                          |
| 2       | 0   | Starsky és Hutch                              | Starsky & Hutch                          |
| 1       | 1   | Scooby-Doo 2. – Szörnyek póráz nélkül         | Scooby-Doo 2: Monsters Unleashed         |
| 1       | 0   | A híres Ron Burgundy legendája                | Anchorman: The Legend of Ron Burgundy    |
| 1       | 0   | A sötétség krónikája                          | The Chronicles of Riddick                |
| 1       | 0   | Alien vs. Predator – A Halál a Ragadozó ellen | Alien vs. Predator                       |
| 1       | 0   | Anakonda 2. – A véres orchidea                | Anacondas: The Hunt for the Blood Orchid |
| 1       | 0   | Derült égből Polly                            | Along Came Polly                         |
| 1       | 0   | Életeken át                                   | Taking Lives                             |
| 1       | 0   | Irigy kutya                                   | Envy                                     |
| 1       | 0   | Kidobós: Sok flúg disznót győz                | Dodgeball: A True Underdog Story         |
| 1       | 0   | Los Angeles-i tündérmese                      | A Cinderella Story                       |
| 1       | 0   | Sztár születik                                | Raise Your Voice                         |

## Különdíjak az első 25 év legrosszabbjainak
| „Győztes” |

| Kategória                             | „Győztesek” és jelöltek |
| ------------------------------------- | --- |
| Az első 25 év legrosszabb vesztese    | Arnold Schwarzenegger (8 nevezéssel, ebből egy 2004-es) |
| Az első 25 év legrosszabb vesztese    | Kim Basinger (7 nevezéssel) |
| Az első 25 év legrosszabb vesztese    | Angelina Jolie (7 nevezéssel, ebből kettő 2004-es) |
| Az első 25 év legrosszabb vesztese    | Ryan O’Neal (6 nevezéssel) |
| Az első 25 év legrosszabb vesztese    | Keanu Reeves (7 nevezéssel) |
| Az első 25 év legrosszabb „drámája”   | Háború a Földön, producer: Jonathan Krane, Elie Samaha és John Travolta (2000, Warner Bros.) – 7 „győzelem” a 21. Arany Málna-gálán                                       |
| Az első 25 év legrosszabb „drámája”   | Anyu a sztár, producer: Frank Yablans (1981, Paramount) – 5 „győzelem” a 2. Arany Málna-gálán                                                                             |
| Az első 25 év legrosszabb „drámája”   | Hullámhegy, producer: Matthew Vaughn (2002, Screen Gems) – 5 „győzelem” a 23. Arany Málna-gálán                                                                           |
| Az első 25 év legrosszabb „drámája”   | Showgirls, producer: Alan Marshall és Charles Evans (1995, MGM / UA) – 7 „győzelem” a 16. Arany Málna-gálán                                                               |
| Az első 25 év legrosszabb „drámája”   | The Lonely Lady, producer: Robert R. Weston (1983, Universal) – 6 „győzelem” a 4. Arany Málna-gálán                                                                       |
| Az első 25 év legrosszabb „vígjátéka” | Gengszter románc, producer: John Hardy, Martin Brest és Casey Silver (2003, Columbia / Revolution Studios) – 6 „győzelem” a 24. Arany Málna-gálán                         |
| Az első 25 év legrosszabb „vígjátéka” | A Macska – Le a kalappal!, producer: Brian Grazer (2003, Universal Pictures/DreamWorks) – 1 „győzelem” a 24. Arany Málna-gálán                                            |
| Az első 25 év legrosszabb „vígjátéka” | Eszement Freddy, producer: Larry Brezner, Howard Lapides és Lauren Lloyd (2001, 20th Century Fox) – 5 „győzelem” a 22. Arany Málna-gálán                                  |
| Az első 25 év legrosszabb „vígjátéka” | Leonard, a titkosügynök, producer: Bill Cosby (1987, Columbia) – 3 „győzelem” a 8. Arany Málna-gálán                                                                      |
| Az első 25 év legrosszabb „vígjátéka” | Pluto Nash – Hold volt, hol nem volt..., producer: Martin Bregman, Michael Scott Bregman és Louis A. Stroller (2002, Warner Bros.) – 0 „győzelem” a 23. Arany Málna-gálán |
| Az első 25 év legrosszabb „musicalje” | Strandszerelem, producer: Robert Engelman (2003, 20th Century Fox) – 1 „győzelem” a 24. Arany Málna-gálán                                                                 |
| Az első 25 év legrosszabb „musicalje” | Zenebolondok, producer: Allan Carr (1980, Associated Film Distribution) – 2 „győzelem” az 1. Arany Málna-gálán                                                            |
| Az első 25 év legrosszabb „musicalje” | Énekes izompacsirta, producer: Marvin Worth és Howard Smith (1984, 20th Century Fox) – 2 „győzelem” az 5. Arany Málna-gálán                                               |
| Az első 25 év legrosszabb „musicalje” | Glitter – Ami fénylik, producer: Laurence Mark (2001, Columbia / 20th Century Fox) – 1 „győzelem” a 22. Arany Málna-gálán                                                 |
| Az első 25 év legrosszabb „musicalje” | Spice World, producer: Uri Fruchtmann és Barnaby Thompson (1998, Columbia) – 1 „győzelem” a 19. Arany Málna-gálán                                                         |
| Az első 25 év legrosszabb „musicalje” | Xanadu, producer: Lawrence Gordon (1980, Universal) – 1 „győzelem” az 1. Arany Málna-gálán                                                                                |